# Karl Friedrich Wilhelm Rußwurm

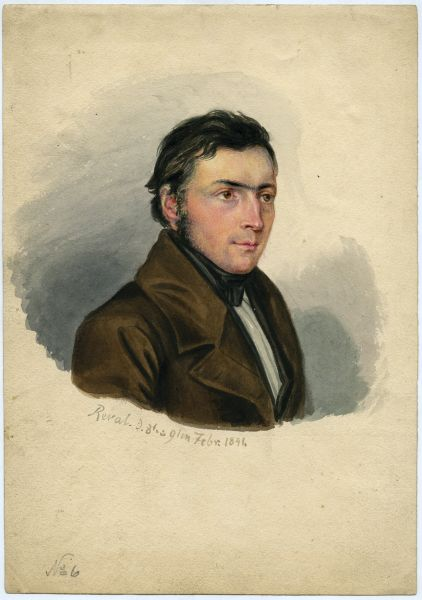
Carl Rußwurm, Aquarell von August Georg Wilhelm Pezold, 1841

Karl Friedrich Wilhelm Rußwurm, eigentlich: Carl Rußwurm, auch: Carl Friedrich Wilhelm (* 25. November 1812 in Domhof Ratzeburg; † 5. Februarjul. / 17. Februar 1883greg. in Reval) war ein deutscher Pädagoge, Ethnologe und Historiker.

## Leben und Werk
Carl Rußwurm stammte aus einer Familie von Theologen und Pädagogen. Sein Vater Johann Georg Rußwurm (1781–1848) war zum Zeitpunkt seiner Geburt Rektor der Domschule am Ratzeburger Dom und später Pastor an der St.-Marien-Kirche (Selmsdorf), sein Onkel Johann Wilhelm Bartholomäus Rußwurm war Pastor in Herrnburg. Sein jüngerer Bruder Johannes (1814–1890) wurde später Dompropst in Ratzeburg.
Nach dem Besuch der Domschule studierte er Theologie in Bonn und Berlin. 1831 wurde er Mitglied der Burschenschaft Populonia Bonn und 1832 Mitglied im Kränzchenverein Berlin. Um Untersuchungen der Behörden wegen seiner Beteiligung an der Burschenschaft zu entgehen, ging er 1835, zunächst als Privatlehrer, nach Estland. Hier wurde er 1839 zum Inspektor der Ritter- und Domschule zu Reval ernannt. 1841 zog er in den Kurort Hapsal, wo er anfangs als Lehrer und später als Inspektor der örtlichen Kreisschule tätig war. Nach seiner Pensionierung 1868 beschäftigte er sich mit wissenschaftlichen Arbeiten und kehrte nach Reval zurück, wo er die Stelle eines Archivars der estländischen Ritterschaftskanzlei bekleidete. Er befasste sich vor allem mit estnischer Kulturgeschichte und Ethnographie und der Genealogie deutsch-baltischer Geschlechter. In Hapsal entstand durch die Erforschung der dort ansässigen schwedischstämmigen Bewohner sein bedeutendstes Werk Eibofolke oder die Schweden an der Küste Esthlands und auf Runö, wofür er den angesehenen Demidow-Preis erhielt.
Seit 1874 war er Mitglied der Kungliga Vitterhets Historie och Antikvitets Akademien.

## Werke
- Nordische Sagen. Der deutschen Jugend erzählt und mit einem wissenschaftlichen Anhange versehen. Fleischer Leipzig 1842. (Digitalisat)
- Eibofolke oder die Schweden an der Küste Esthlands und auf Runö, eine ethnographische Untersuchung mit Urkunden, Topographie und Geschichte, Erster Theil. Reval 1855 (Digitalisat)
- Eibofolke oder die Schweden an der Küste Esthlands und auf Runö, eine ethnographische Untersuchung mit Urkunden, Tabellen und lithographirten Beilagen, Zweiter Theil. Reval 1855 (Digitalisat)
- Geschichte Alt-Pernau’s. Reval 1880
- Nachrichten über das Geschlecht Ungern-Sternberg. Reval 1872–1875; (Digitalisat), (Digitalisat), (Digitalisat), ff.
- Nachrichten über das adeliche und freiherrliche Geschlecht Stael von Holstein esthländischer Linie. Recal 1877. (Titel)
- (mit Robert Johann Dietrich Luther): Genealogia Lutherorum rediviva oder die Familie Luther in Esthland und Rußland. (posthum) Reval 1883.